# 볼기뼈 절구
볼기뼈 절구(acetabulum, 절구) 또는 관골구(寬骨臼) 또는 비구(髀臼)는 볼기뼈와 넙다리뼈가 관절하는, 엉덩관절의 오목면을 이루는 부위이다.

## 구조
볼기뼈절구를 형성하는 세 개의 볼기뼈가 있다. 볼기뼈절구의 아래부분과 측면경계를 구성하는 궁둥뼈는 볼기뼈절구의 2/5 이상을 구성한다. 위쪽 경계를 구성하는 엉덩뼈는 볼기뼈절구의 2/5 이하를 구성한다. 남은 하나의 볼기뼈는 정중선 근처 두덩뼈에 의해 형성된다.
볼기뼈절구는 툭 튀어나온 두껍고 강한 가장자리의 경계로 인해 형성된다. 또한 절구테두리(acetabular labrum)가 절구의 가장자리에 붙으며, 이로 인해 엉덩관절의 표면은 더 깊어진다. 볼기뼈절구의 더 낮은 부분에는 둥글게 움푹 파여 연속되는 절구패임이 있고 볼기뼈절구의 구멍의 밑에는 관절주머니가 있다. 볼기뼈절구의 주변부는 반달 모양이므로 반달면이라고 하며, 반달면은 넙다리뼈의 위쪽을 만들어내는 관절이 있는 곳이다. 팔이음부위에서는 접시오목과 대응된다.
서로 마주한 넙다리뼈머리와 볼기뼈절구의 서로 잘 맞는 면은 윤활액의 막에 의해 관절연골이라는 미끄러운 조직의 층을 형성한다. 이렇게 형성된 정상적인 관절 내부의 마찰력은 얼음이 얼음에서 미끄러지는 것의 1/10보다 작다.

### 혈액 공급
폐쇄동맥의 절구가지가 절구패임을 통해 볼기뼈절구의 골반 표면에 혈액을 공급한다. 위볼기동맥의 깊은가지는 위쪽에, 아래볼기동맥은 뒤아래쪽에 혈액을 공급한다.

## 발달
영유아에서는 ‘Y' 모양의 뼈끝판(성장판)인 삼방사형 연골이 엉덩뼈, 궁둥뼈, 두덩뼈로 합류한다. 어린이가 성장하면 연골은 골화된다.

## 다른 동물들에서

조반목 공룡의 관통 절구

파충류와 조류에서의 절구(acetabula)는 깊은 구멍의 모양을 하고 있다. 공룡상목에 속한 생물들은 관통 절구(perforate acetabulum)를 가진다. 관통 절구는 다리이음부위에서 엉덩뼈, 궁둥뼈, 두덩뼈가 모두 만나며 넙다리뼈가 와서 닿는 지점에 위치하는 컵 모양의 구멍이다. 절구의 시작 지점과 위치는 공룡이 자기 몸 바로 아래에 다리를 똑바로 세우고 걷게 될 수 있게 된 중요한 형태학적 특성 중 하나이다. 곡룡류와 같은 비교적 적은 수의 공룡들에서는 비관통(imperforate) 절구가 나타난다. 비관통 절구는 구멍은 아니지만 다리이음부위 양쪽에 위치하는 얕고 오목하게 들어간 부분이다.

## 역사
'Acetabulum'이라는 단어 글자 그대로는 '작은 식초 그릇'이라는 뜻을 가지고 있으며, 라틴어에서 식초를 담기 위해 사용하던 작은 그릇을 가리키는 단어로 사용되었다. 고대 로마에서는 부피의 도량형으로도 사용되었다. (en:Acetabulum (unit))

## 추가 이미지

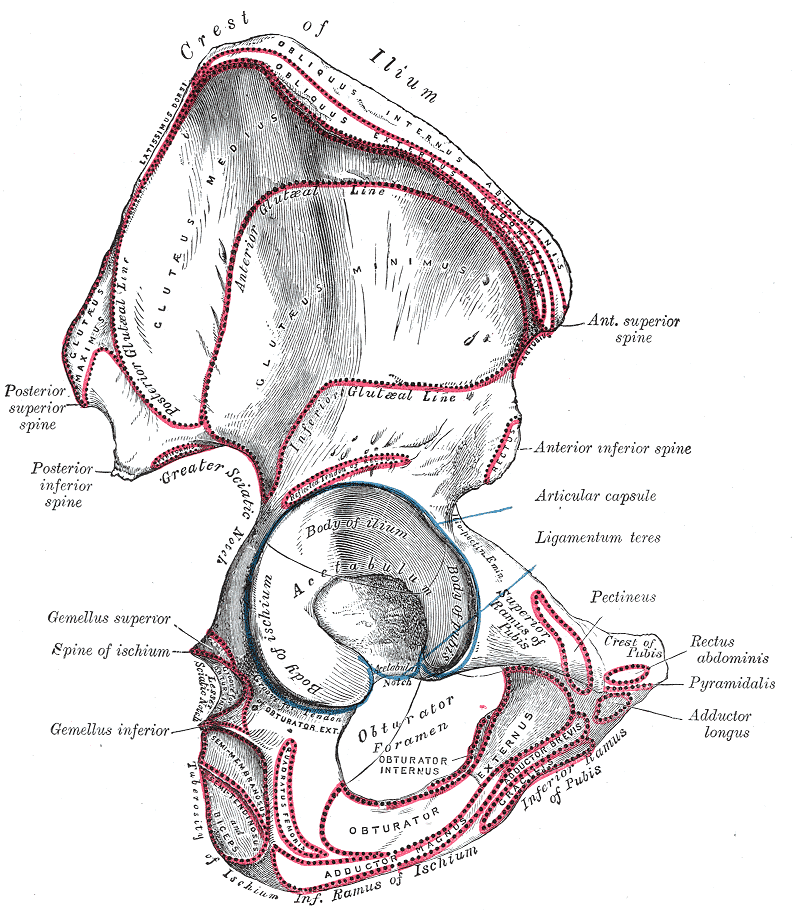
오른쪽 엉덩뼈 바깥면
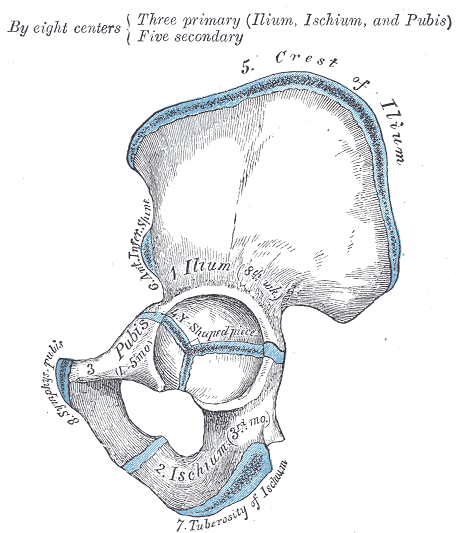
볼기뼈의 골화
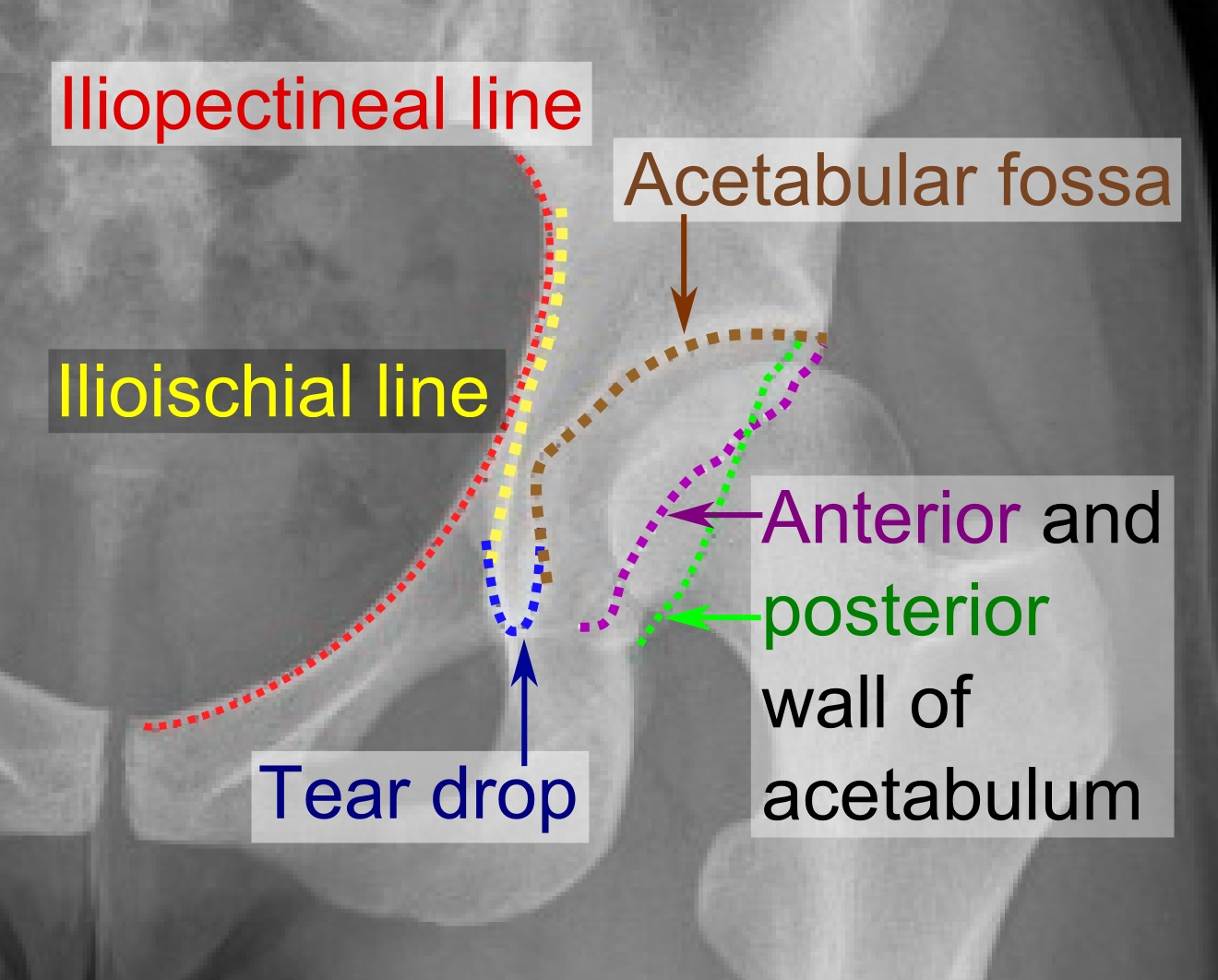
볼기뼈절구의 X선 촬영
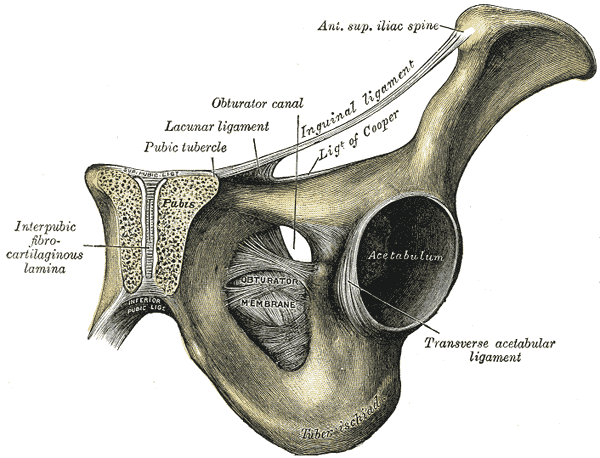
관상단면에서 드러난 두덩결합
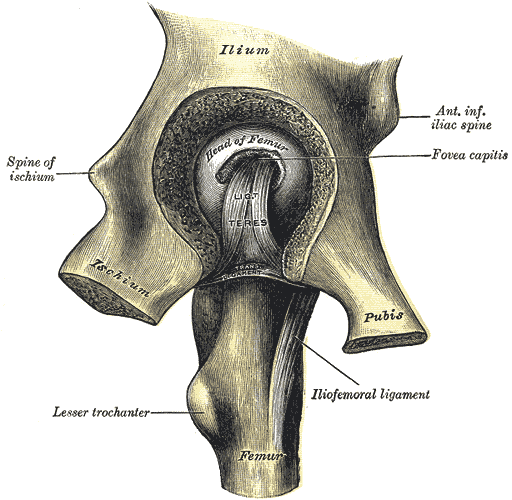
절구의 바닥을 제거한 왼쪽 엉덩관절
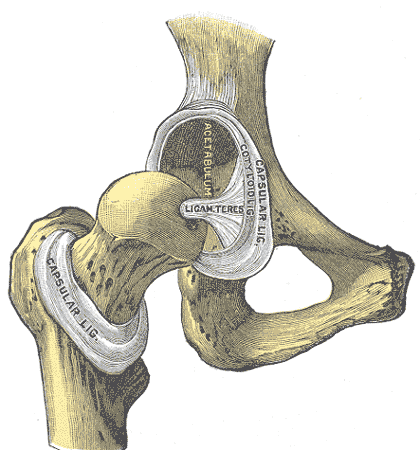
앞에서 본 엉덩관절
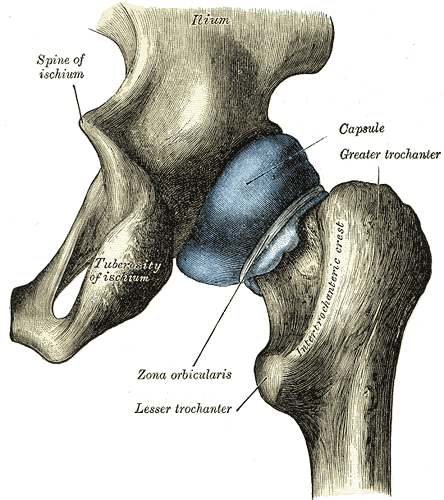
엉덩관절 관절주머니의 뒤쪽 측면
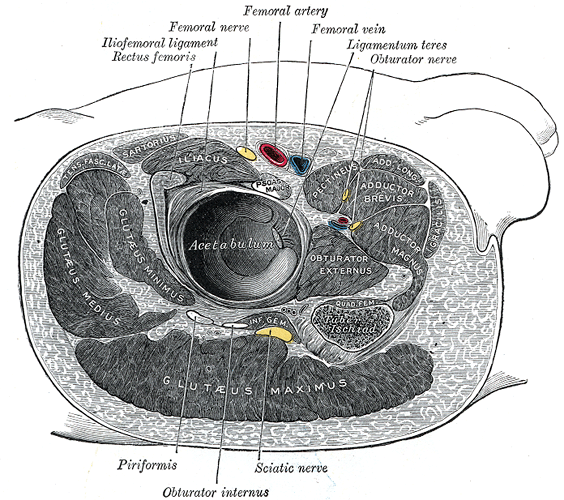
오른쪽 엉덩관절 주변의 구조
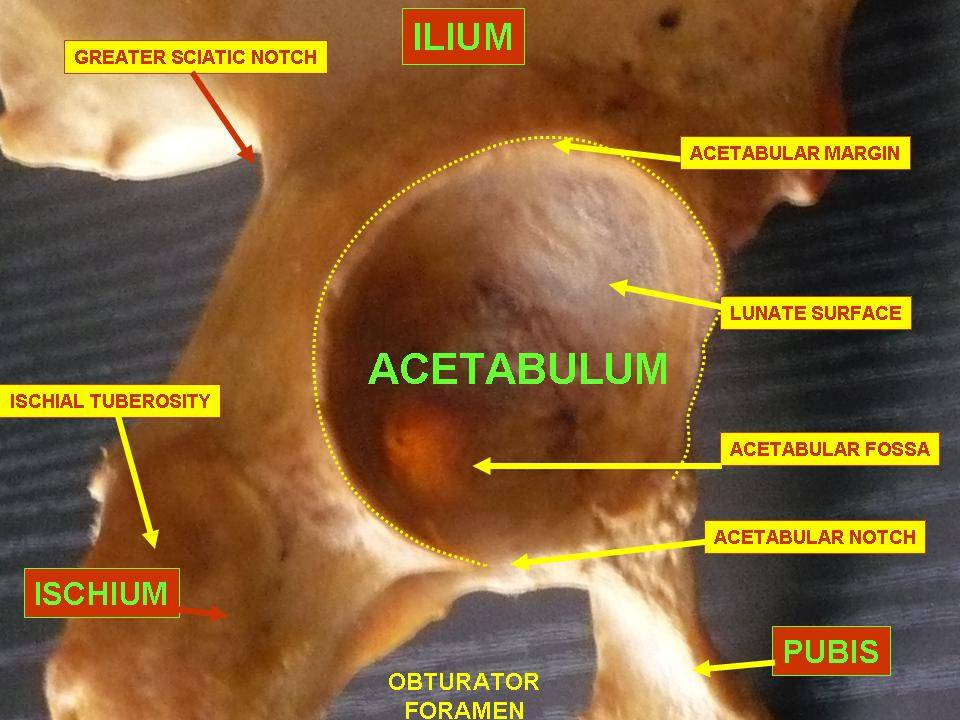
볼기뼈절구
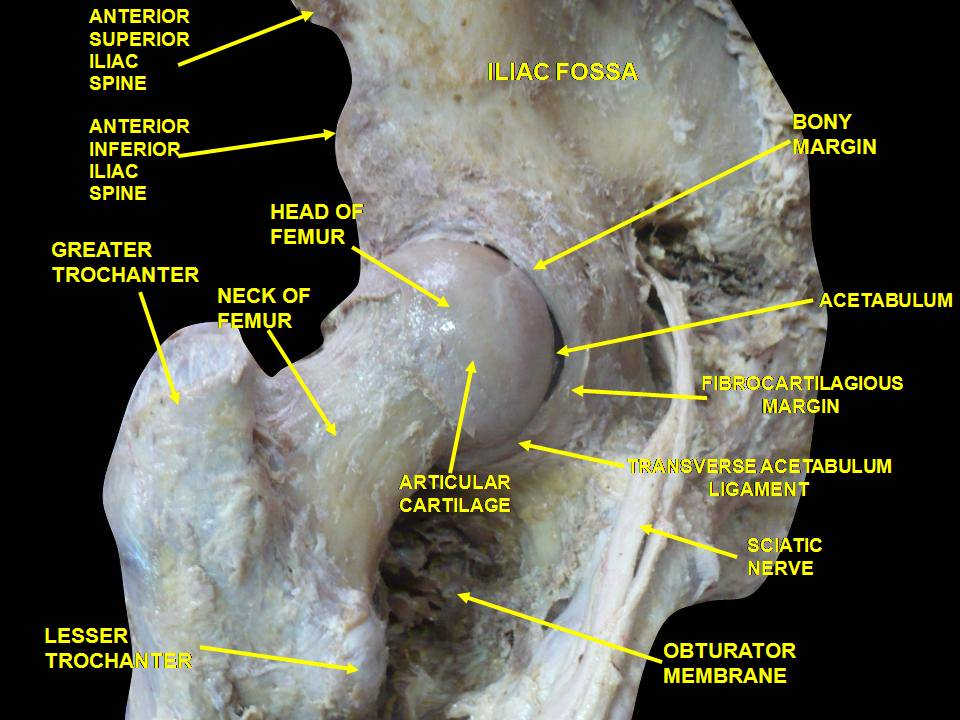
가쪽에서 본 엉덩관절
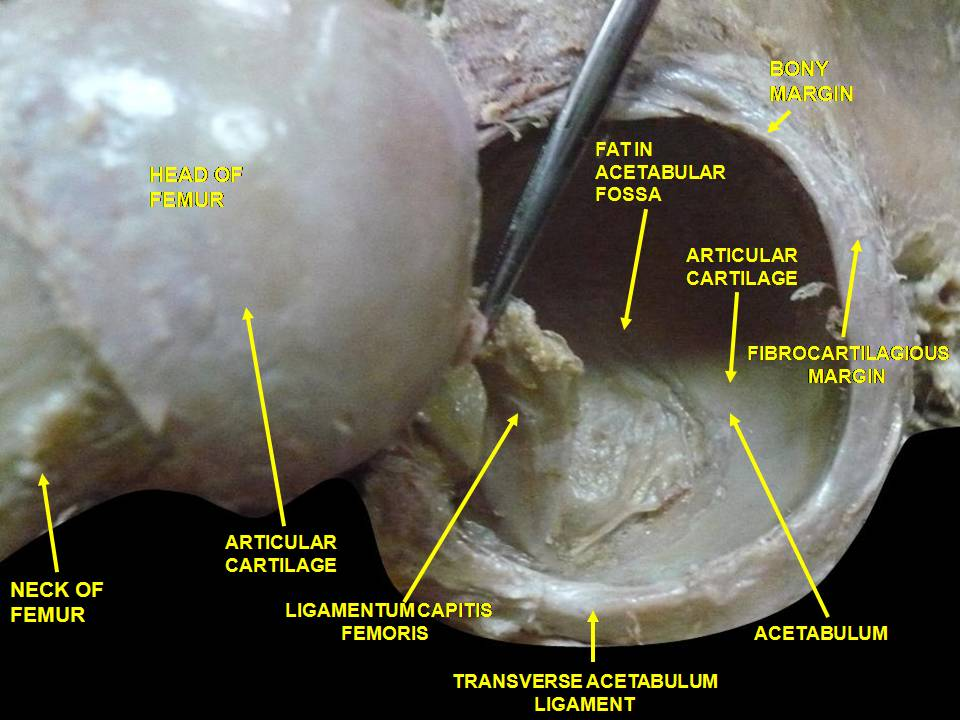
가쪽에서 본 엉덩관절

## 같이 보기
- 엉덩부위
- 절구관절

## 참고 문헌
이 문서는 현재 퍼블릭 도메인에 속하는 그레이 해부학 제20판(1918) page 237의 내용을 기초로 작성된 글이 포함되어 있습니다.